# François d'Agincourt
Jacques-André-François d'Agincourt (Ruan, 1684 - 30 de abril de 1758) fue un músico francés, clavecinista y organista. Su nombre se escribe también d'Agincour, Dagincourt, Dagincour.

## Biografía
Fue alumno de Jacques Boyvin y de Nicolas Lebègue. Organista de la iglesia de la Sainte-Madeleine-en-la-Cité de París, fue a partir de 1706 titular de los órganos de la catedral de Ruan, sucediendo a Boyvin. Lleva también el órgano de la abadía de Saint-Ouen de Ruan, en esa misma ciudad, y desde 1714 fue uno de los cuatro organistas de la capilla real (fue entonces preferido a Louis-Claude Daquin, más joven que él, que debió de esperar a ser nombrado más tarde). Uno de sus alumnos fue Jacques Duphly.

## Obras
Su obra escrita comprende:
- un libro de colección (recueil) de piezas de clavecín aparecido en 1733, que testimonia su admiración por François Couperin (fallecido el mismo año): como él, llama «ordres» («órdenes») a sus cuatro suites y privilegia los retratos y piezas de carácter en relación con danzas tradicionales; no obstante, su estilo es menos melancólico, más exterior.
- un libro de 46 piezas para órgano (agrupadas por «tono»), en estado de manuscrito.
- dos libros de arias con bajo continuo.

| Obra                      | «Ordres»                     | Piezas |
| ------------------------- | ---------------------------- | --- |
| Piezas de clavecín (1733) | Premier ordre en ré mineur   | Allemande La Sincopée — Allemande La Couronne — Courante — Sarabande La Magnifique — Le Pattelin, rondeau — Gigue La Bléville — La Sensible, rondeau — Les Dances Provençales — La Caressante — La Sautillante — Menuet — Double du menuet précédant — Autre menuet.      |
| Piezas de clavecín (1733) | Second ordre en Fa Majeur    | La Pigou — Le Colin Mailliard, rondeau — La Pressante Angélique — Le Précieux, rondeau — Les deux Cousines — Menuet — Chaconne La Sonning |
| Piezas de clavecín (1733) | Troisième ordre en Ré Majeur | L'Ingénieuse — La Villerey ou les deux Sœurs — L'Agréable, rondeau — La Fauvette — La Misterieuse — Le Val Joyeux, vaudeville — Le Moulin à vent — La Minerve, rondeau — L'Etourdie, rondeau — Le presque rien, rondeau — La Courtisane, gavotte                          |
| Piezas de clavecín (1733) | Quatrième ordre en mi mineur | Allemande La Couperin — Les Violettes fleuries, rondeau — La Tendre Lisette, rondeau — L'Empressée — La Janneton, rondeau — La Princesse de Conti, rondeau — L'Harmonieuse, rondeau — Les Tourtelles, rondeau — La Badine, rondeau — La D'houdemare — La Moderne — Menuet |

- Datos: Q1451270